# Gewöhnliche Nasenschrecke
Die Gewöhnliche Nasenschrecke (Acrida ungarica), auch kurz Nasenschrecke, ist eine Kurzfühlerschrecke aus der Familie der Feldheuschrecken (Acrididae).

## Merkmale
Die Tiere werden zwischen 30 und 60 Millimeter lang und haben einen schlanken Körperbau. Sie sind meist grün oder braun gefärbt. Einige Tiere haben kontrastreiche Zeichnungen (wie z. B. im Bild: hellbraun auf grün).
Charakteristisch ist ihr langgestreckter schmaler Kopf, bei dem der obere Teil mit den Augen weit nach vorn verschoben ist. Auch sind ihre Fühler flach und am Ende spitz zulaufend. Ein weiteres wichtiges Merkmal sind die langen und schmalen Hinterbeine.

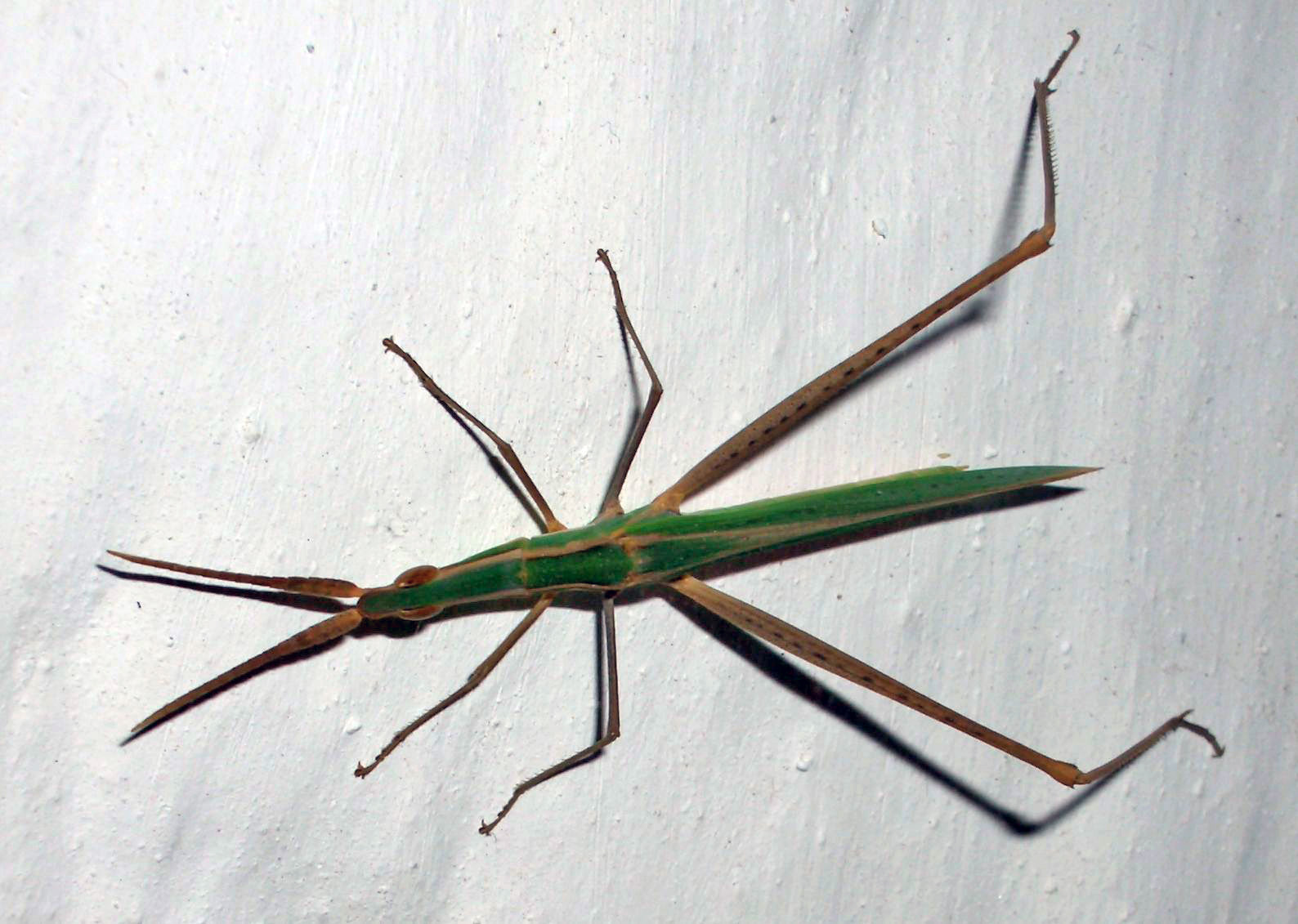
Gewöhnliche Nasenschrecke an einer Hauswand
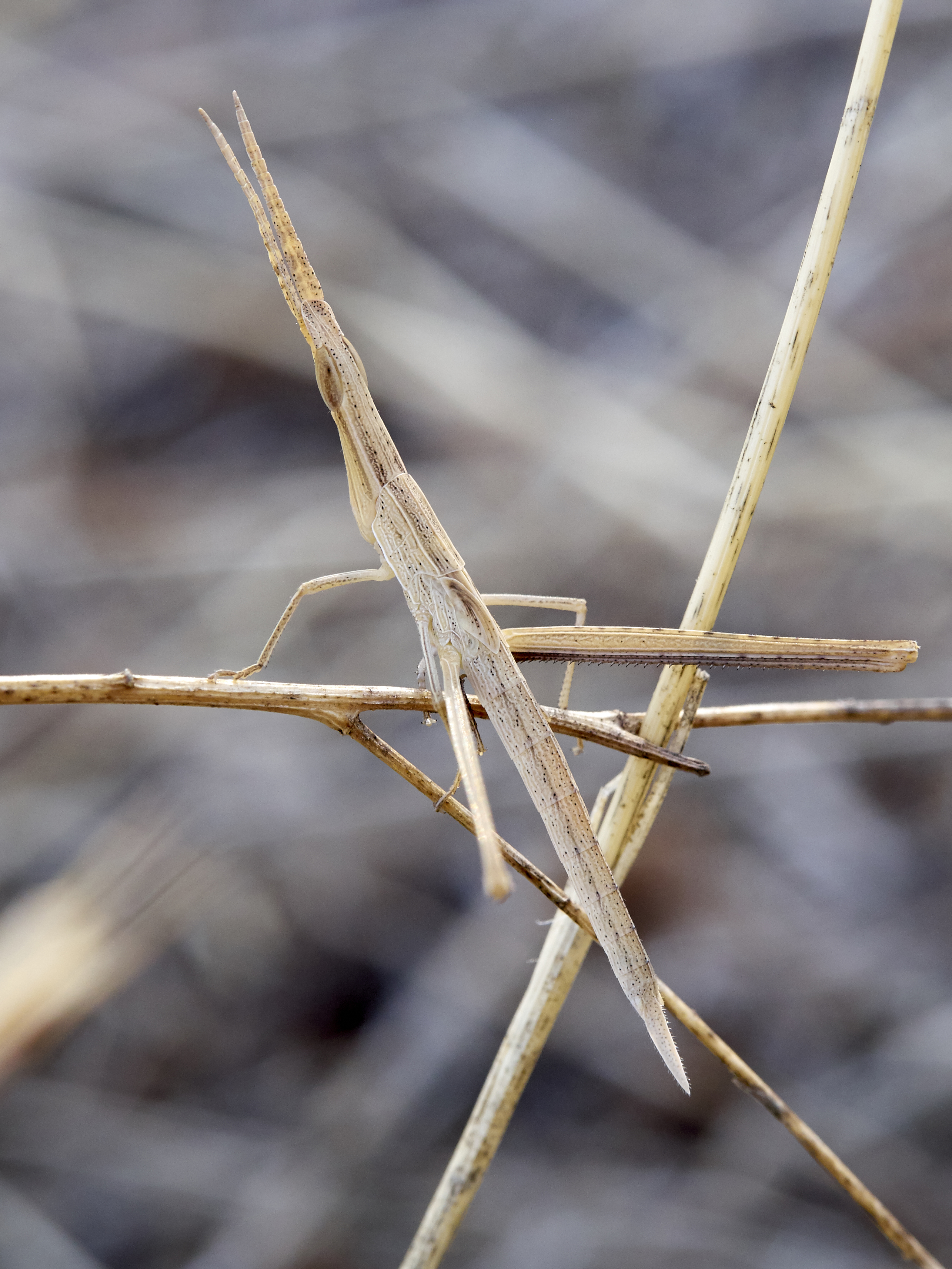
Gut getarnte Gewöhnliche Nasenschrecke in einem Olivenhain (Jungtier)

## Vorkommen und Lebensweise
Sie sind die einzige, in den europäischen Mittelmeerländern weit verbreitete und häufig anzutreffende Nasenschreckenart. In Mitteleuropa kommen sie nur in der ungarischen Tiefebene und im Osten Österreichs vor. Gewöhnliche Nasenschrecken leben vor allem an sehr trockenen Standorten, wie z. B. auf spärlich bewachsenen Brachflächen. Erwachsene Tiere findet man von Juli bis Oktober. Sie ernähren sich phytophag.